# Donald Graham (homme politique)
Pour les articles homonymes, voir Donald Graham et Graham.
Donald Graham (23 avril 1848-1944) est un homme politique canadien de la Colombie-Britannique. Il est député provincial indépendant de la circonscription britanno-colombienne de Yale-East de 1894 à 1898.

## Biographie
Né à Ardallin, du Sutherland dans les Highlands en Écosse, Graham étudie à Tain dans le Ross-shire. Il s'installe au Canada en 1865. Il s'installe dans la vallée de l'Okanagan en Colombie-Britannique en 1875. Servant comme juge de paix, il sert pendant trois mandats comme préfet de Spallumcheen.
Défait en 1898, il est l'un des promoteurs de la coopérative Okanagan Flour Mills Co. Ltd. créée en 1895.